# Monopetalotaxis pyrocraspis
Monopetalotaxis pyrocraspis is een vlinder uit de familie wespvlinders (Sesiidae), onderfamilie Sesiinae.
Monopetalotaxis pyrocraspis is voor het eerst wetenschappelijk beschreven door Hampson in 1910. De soort komt voor in het Afrotropisch gebied.